# District de Nuapada
Le district de Nuapada est un district de l'État de l'Odisha (Inde), ayant la ville de Nuapada pour chef-lieu.

## Géographie
Sa population compte 606 490 habitants, selon un recensement de 2011.